# Strategia di una rapina
Strategia di una rapina (Odds Against Tomorrow) è un film del 1959 diretto da Robert Wise, tratto da un romanzo di William McGivern.
Abraham Polonsky non è accreditato come sceneggiatore perché era sulla "lista nera" del maccartismo.
Questo è il primo noir con un protagonista di colore ed è anche una delle prime produzioni della casa di produzione di Belafonte.

## Trama
L'ex poliziotto Dave Burke, caduto in disgrazia dopo aver rifiutato di collaborare a un'indagine statale, decide di rapinare una banca nei pressi di New York. Ingaggia quindi Earle Slater, che ha già scontato una condanna per omicidio ed è frustrato perché disoccupato e mantenuto dalla fidanzata, e il cantante afroamericano Johnny Ingram, con l'acqua alla gola per via di un debito di gioco contratto con la mafia. Fra Slater, inveterato razzista, e Ingram, dal carattere volitivo, sono subito scintille, ma Burke riesce a convincerli a collaborare, visto che Slater ha un disperato bisogno di riscatto personale e Ingram di denaro. All'apparenza, il colpo è facile: si tratta di intrufolarsi in una banca dopo l'orario di chiusura sostituendosi al garzone del bar che porta rinfreschi ai pochi e inermi dipendenti che contano il denaro incassato. Il trio di rapinatori riesce a entrare e a prendere il denaro, ma il testardo e immotivato disprezzo di Slater per Ingram porta a un intoppo e all'intervento imprevisto della polizia. Ne nasce una sparatoria, e Burke muore. L'uomo giace a terra con addosso tutto il denaro e le chiavi dell'automobile con cui il gruppo aveva progettato di fuggire. Slater scappa a piedi e Ingram, infuriato, lo insegue accusandolo di avere causato indirettamente la morte di Burke. Slater si rifugia all'interno di un enorme deposito di carburante. Ingram lo raggiunge e i due si sparano a vicenda. L'atmosfera carica di benzina prende fuoco, facendo saltare in aria il deposito e riducendo Slater e Ingram a due corpi irriconoscibili.